# The Forest Is My Throne
The Forest Is My Throne drugi je demoalbum norveškog black metal-sastava Satyricon. Diskografska kuća Moonfog Productions objavila ga je 1993. Prvo je izdanje s bubnjarom Frostom. Godine 1995. album je objavljen na split-albumu The Forest Is My Throne / Yggdrasill s albumom Yggdrasill sastava Enslaved.

## Popis pjesama
Tekstovi i glazba: Satyr. 
| 1. | »Black Winds«                                                                  | 7:07 |
| 2. | »The Forest Is My Throne«                                                      | 5:00 |
| 3. | »Min hyllest til vinterland (Skogsvandring i mørket)« (instrumentalna skladba) | 5:24 |

| Strana B | Strana B                                                                       | Strana B | Strana B | Strana B | Strana B | Strana B | Strana B | Strana B | Strana B |
| Br.      | Skladba                                                                        | Trajanje |          |          |          |          |          |          |          |
| -------- | ------------------------------------------------------------------------------ | -------- | -------- | -------- | -------- | -------- | -------- | -------- | -------- |
| 1.       | »Black Winds«                                                                  | 7:07     |          |          |          |          |          |          |          |
| 2.       | »The Forest Is My Throne«                                                      | 5:00     |          |          |          |          |          |          |          |
| 3.       | »Min hyllest til vinterland (Skogsvandring i mørket)« (instrumentalna skladba) | 5:24     |          |          |          |          |          |          |          |
| 17:31    |                                                                                |          |          |          |          |          |          |          |          |

## Zasluge
Satyricon
- Satyr – vokal, akustična gitara, klavijature, produkcija

Dodatni glazbenici
- Frost – bubnjevi
- Lemarchand – gitara, akustična gitara, bas-gitara